# Synagoga Agoudas Hakehilos w Paryżu
Synagoga de la rue Pavée w Paryżu (fran. Synagogue de la rue Pavée à Paris) – żydowska synagoga w Paryżu, znajdująca się w 4. dzielnicy przy ulicy Pavée 10. Synagoga została zbudowana w 1913 roku, w stylu secesyjnym według planów architekta Hectora Guimarda.
Synagoga jest czynna. 